# Harold Lasseter
Lewis Hubert Lasseter oder Harold Lasseter bzw. Lewis Hubert (Harold Bell) Lasseter (* 27. September 1880 in Bamganie bei Ballarat in Australien; † 1931) war ein australischer Goldsucher und Scharlatan, der angab, dass er ein Goldvorkommen gefunden habe, das durch einen Fehler eines kartografischen Messsystems verloren ging.

## Leben
Über die Jugendzeit von Lasseter ist wenig bekannt. Er war der zweite Sohn von William John Lasseter und dessen Frau Agnes. Seine Mutter starb früh und sein Vater heiratete ein zweites Mal. Er diente vier Jahre in der Royal Navy und verließ diese 1901. Anschließend reiste er in die USA, heiratete 1903 und kam später nach Australien zurück. Dort arbeitete er als Farmer in New South Wales. Nach Melbourne zog er 1914 und suchte eine Anstellung als Brücken-Ingenieur. Er heiratete zum zweiten Mal 1924 in Melbourne und arbeitete an der Sydney Harbour Bridge mit.

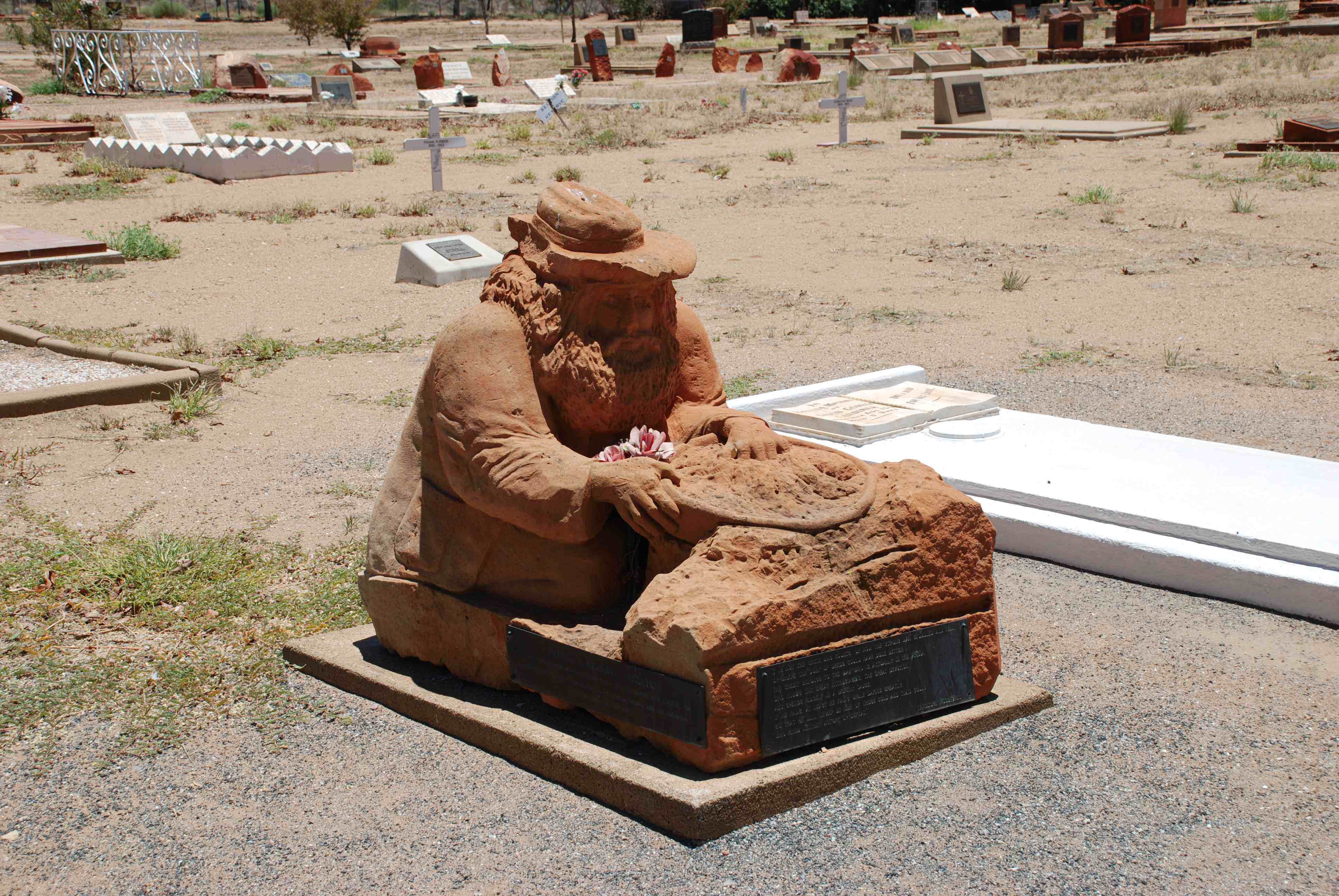
Lasseters Grab in Alice Springs

Lasseter erklärte, dass er einige Zeit im Outback verbracht und ein großes Goldvorkommen an der Grenze von Northern Territory und Western Australia entdeckt habe. Dieses Goldvorkommen fand er gemeinsam mit dem Goldsucher Harding, der es mit zwei Uhren und einem Sextanten vermaß. Allerdings waren die Uhren defekt und die Bestimmung des Ortes schlug um mehr als 160 Kilometer fehl. Wegemarken, wie sie für Goldsucher üblich waren, wurden nicht hinterlassen; zumindest wurde dies von den beiden Goldsuchern behauptet.
Er fand in der Zeit der Großen Depression Geldgeber, die eine Suche des verlorenen Goldstandorts in der Wüste finanzierten, und erhielt für die Expedition motorisierte Fahrzeuge und ein Flugzeug. Die Expedition verließ am 21. Juli 1930 Alice Springs. Zusammen mit ihm suchten Fred Blakeley und weitere Personen wie ein Ingenieur und ein Pilot nach dem Goldvorkommen. Im Laufe der Expedition erklärte Blakeley Lasseter zum Scharlatan und beschloss, die Suche zu beenden. Lasseter suchte anschließend nach dem verlorenen Vorkommen weiter, starb aber in der Wüste. Er wurde mit seinen Habseligkeiten und seinem Tagebuch gefunden und am 31. März 1931 beerdigt.

## Mythos
Modernste Untersuchungen des Gebietes, in dem Lasseter das Goldvorkommen suchte, ergaben, dass aufgrund geologischer Merkmale keinesfalls Gold und auch nicht in den kleinsten Mengen vorkommen kann. In einem Manuskript von F. Blakeley Dream Millions (Sydney, 1972) wird die These aufgestellt, dass Lasseter nicht in der Wüste starb, sondern das Geld der Finanziers an sich nahm und in die Vereinigten Staaten flüchtete und dort in den 1950er Jahren verstarb.
Lasseters Geschichte wurde von Ion Idriess in einem Roman Lasseter’s Last Ride 1931 beschrieben, der 17-mal bis 1935 aufgelegt wurde und damit diese Legende weit verbreitete.

## Namensgebung
Der Lasseter Highway, der zum Uluru führt und der Lasseter Cave (Steinbruch) im Northern Territory sind nach ihm benannt. Es gibt ein Hotel mit seinem Namen in Alice Springs und eine Hunderasse. 